# Yasnoye (Kaliningrado)
Yasnoye (en ruso: Ясное), conocida de manera oficial hasta 1938 como Kaukehmen (en alemán: Kaukehmen, en lituano: Kaukiemis, en polaco: Kawkiejmy) y renombrada brevemente como Kuckerneese, es una localidad rural situada en el oeste del distrito de Slavsk en el óblast de Kaliningrado, Rusia.

## Toponimia
El nombre Kaukehmen deriva de "kaukas-kaimai" (pueblo subterráneo) y apunta a un lugar de culto pagano, porque los espíritus de la tierra invisibles y serviciales eran adorados como sirvientes de la diosa pagana de la fertilidad Puskaite.

## Geografía
Yasnoye se encuentra a 17 km al noroeste de Slavsk y a 138 km de Kaliningrado, cerca de la frontera con Lituania. 

## Historia
Kaukehmen era un asentamiento prusio al borde del delta del río Nemunas. En el siglo XIV, la Orden Teutónica construyó aquí una casa fortificada. Al menos desde 1576, Kaukehmen fue una iglesia y debido a su ubicación e importancia como centro comercial, pronto ganó el estatus de ciudad. Aquí se fundó una de las primeras parroquias luteranas en Lituania Menor. La pequeña fortaleza todavía era utilizada por el elector Federico Guillermo como pabellón de caza en el siglo XVII, pero pronto se deterioró y fue derribado hasta los modestos restos de los cimientos. En 1661, se construyó en la ciudad una iglesia más grande que, aunque cambiada y en mal estado, ha sobrevivido a los tiempos. Kaukehmen había sido la sede de la administración del distrito en el distrito de Niederung desde 1818, pero luego lo perdió ante Heinrichswalde (hoy en ruso Slavsk), ubicado en un lugar más central.  
Entre 1874 y 1945, Kaukehmen fue la sede oficial y el lugar epónimo de un distrito administrativo de nueva creación que, desde 1938 pasó a llamarse distrito de Kuckerneese, hasta 1945 perteneció al distrito de Niederung (desde 1939, distrito de Elchniederung) en el distrito administrativo de Gumbinnen en la provincia prusiana de Prusia Oriental.
Como resultado de la Segunda Guerra Mundial, Kaukehmen pasó a formar parte de la Unión Soviética con el resto del norte de Prusia Oriental en 1945. En septiembre de 1946 se organizó aquí un campo de concentración para prisioneros de guerra alemanes. En 1947 el lugar recibió el nombre ruso de Yasnoye y también fue asignado al raión de Slavsk. En 2008, Yasnoye se convirtió en la sede de una comunidad rural. Después de su disolución, el lugar perteneció al distrito urbano de Slavsk de 2016 a 2021 y desde entonces al distrito municipal de Slavsk.

## Demografía
En 1939 la localidad contaba con 4510 residentes. En el pasado la mayoría de la población estaba compuesta por alemanes, pero tras el fin de la Segunda Guerra Mundial fueron expulsados a Alemania y se repobló con rusos. Hasta el siglo XVIII al comienzo de la gran colonización alemana, casi todos los habitantes de Kaukehmen y sus alrededores eran lituanos. En 1848, a la parroquia pertenecían 7.894 personas, 3.762 de ellas (47,6%) se consideraban lituanos prusianos. Los servicios se llevaron a cabo en lituano hasta 1934. 
| Gráfica de evolución de Yasnoye entre 1890 y 2010 |
|                                                   |

## Infraestructura

### Arquitectura y monumentos
Ha habido iglesias de madera anteriores que se remontan a la Reforma luterana. La antigua iglesia de Kaukehmen, protestante hasta 1945, fue construida bajo la influencia de Joachim Ludwig Schultheiss von Unfriedt en los años 1704 a 1708 como un enorme iglesia de salón. La torre fue construida entre 1881 y 1884, y después de un incendio la iglesia fue reconsagrada en 1906. El edificio sobrevivió intacto a la Segunda Guerra Mundial pero después de eso, sin embargo, fue mal utilizada y utilizada como almacén (la torre de la iglesia se convirtió en una torre de agua). En 1992 fue entregado a la Iglesia ortodoxa rusa, pero nunca fue utilizado. El trabajo de reparación se ha llevado a cabo en los años desde 2010. 

### Educación
En el pueblo hay una escuela secundaria, una escuela de música para niños. 

### Transporte
La carretera P513 que une Sovetsk y Mysovka atraviesa el pueblo. 

## Personas destacadas
- Friedrich Schröder Sonnenstern (1892-1982): artista y pintor alemán, considerado uno de los representantes más importantes del arte marginal.
- Jürgen Thiel (1937): jugador de waterpolo alemán que compitió en los JJOO de 1964 y 1968.